# Együtt bezárva
Az Együtt bezárva (eredeti cím: With/In) 2021-ben bemutatott amerikai antológia-filmdráma, mely a Covid19-pandémia kapcsán a bezártság és elszigetelődés témáját járja körül.
A Tribeca Filmfesztiválon mutatták be két részletben, 2021, június 13-án és 14-én.

## Szereplők és stábtagok

### 1. rész
Mother!!
- rendező: Morgan Spector és Maya Singer
- forgatókönyvíró: Maya Singer
- főszereplő: Rebecca Hall, Morgan Spector és Maya Singer

Coco and Gigi
- rendező és forgatókönyvíró: Rosie Perez
- főszereplő: Rosie Perez és Justina Machado

Leap
- rendező: Sanaa Lathan
- forgatókönyvíró: Margaret Nagle
- főszereplő: Sanaa Lathan és Lucy Punch

Intersection
- rendező és forgatókönyvíró: Bart Freundlich
- főszereplő: Julianne Moore, Don Cheadle, Talia Balsam és Taj Swaminathan-Sipp

### 2. rész
| Nuts - rendező: Chris Cooper - forgatókönyvíró: Marianne Leone - főszereplő: Marianne Leone és Chris Cooper Neighborhood Watch - rendező és forgatókönyvíró: Sam Nivola - főszereplő: Emily Mortimer, Alessandro Nivola, May Nivola és Sam Nivola One Night Stand - rendező és forgatókönyvíró: Griffin Dunne - főszereplő: Griffin Dunne és Zonia Pelensky Touching - rendező: Jonathan Cake és Julianne Nicholson, - forgatókönyvíró: Jonathan Cake - főszereplő: Julianne Nicholson, Jonathan Cake, Iggy Cake és Phoebe Cake In the Air - rendező és forgatókönyvíró: Bill Camp és Elizabeth Marvel - főszereplő: Bill Camp, Elizabeth Marvel és Silas Camp | Her Own - rendező és forgatókönyvíró: Arliss Howard - főszereplő: Debra Winger és Arliss Howard Twenty Questions - rendező és forgatókönyvíró: Sebastian Gutierrez - főszereplő: Carla Gugino és Adrianne Palicki Shell Game - rendező és forgatókönyvíró: Gina Gershon - főszereplő: Gina Gershon és Griffin Dunne I'm Listening - rendező: Mickey Sumner - forgatókönyvíró: Portia Alen-Buckley és Mike Lindley - főszereplő: Mickey Sumner és Trudie Styler. |

## A film készítése
2020 júliusának végén jelentették be, hogy Julianne Moore, Don Cheadle, Sanaa Lathan, Rebecca Hall, Chris Cooper, Alessandro Nivola, Emily Mortimer, Rosie Perez és Debra Winger az Együtt bezárva főszereplői lesznek, mely a bezártságról és elszigetelődésről szóló antológiafilm. Az utómunkálatok során a filmet két részre osztották.

## Bemutató
A kétrészes filmet a New York-i Tribeca Filmfesztiválon mutatták be, 2021. június 13-án és 14-én.

## Fordítás
- Ez a szócikk részben vagy egészben  a   With/In című angol Wikipédia-szócikk ezen változatának fordításán alapul.  Az eredeti cikk szerkesztőit annak laptörténete sorolja fel. Ez a jelzés csupán a megfogalmazás eredetét és a szerzői jogokat jelzi, nem szolgál a cikkben szereplő információk forrásmegjelöléseként.